# Шантидева
Шантидева е изтъкнат индийски будистки учител от 8 век – учен от университета Наланда, философ, привърженик на школата Мадхямака и реализиран майстор, почитан като един от 84-те махасидхи. Той е известен най-вече с авторството на Бодхичаряаватара или „Пътя на Бодхисатва“ – задълбочен текст за философските възгледи, практиката, етиката, целите, обетите и поведението по пътя на Бодхисатва до самото просветление.
Според преданието той се родил като принц, но в нощта преди коронацията сънувал Манджушри – бодхисатва олицетворяващ просветлената мъдрост, който заемал неговия трон. Така Шантидева разбира, че ще донесе повече полза за другите като будистки учител, напуска двореца и става монах в Наланда без да разкрива произхода си.
За личността на Шантидева и създаването на „Бодхичаряаватара“ се разказва следната история:
Монасите в Наланда имали традиция да се събират за да четат и обсъждат заедно някое философско съчинение. Шантидева бил смятан за глуповат, ленив и не особено способен. Когато дошъл и неговият ред да рецитира някакъв текст Шантидева попитал монасите какво биха искали да чуят: нещо чуждо, което вече са чували или негово собствено произведение. Те решили да се подиграят с него и поискали да чуят нещо създадено от него самия. Когато Шантидева започва да говори всички били дълбоко погълнати; това било известният днес текст „Бодхичаряаватара“, който става класически Махаяна идеал и напътствие за практиката на Бодхисатва. Докато говори Шантидева бил в толкова дълбока концентрация, че започва да левитира над изумените си братя монаси, които естествено вече не го смятали за глупав. 